# Elsa Kelly
Elsa Rosa Diana Kelly (Buenos Aires, 28 de febrero de 1939) es una abogada y diplomática argentina. Entre 2011 y 2020 fue jueza en el Tribunal Internacional del Derecho del Mar, en calidad de experta.
Ocupó diversos cargos dentro de la diplomacia argentina. Fue embajadora ante Italia, Austria y la UNESCO. Además, fue representante permanente ante organizaciones internacionales en Viena y gobernadora en la Junta de Gobernadores de la OIEA.

## Biografía
Elsa Kelly nació en la ciudad de Buenos Aires el 28 de febrero de 1939.
En 1960, egresa como abogada de la Universidad de Buenos Aires y es becada por el programa del Centro de Asuntos Internacionales de la Universidad de Harvard. Se desempeñó como profesora titular de Derecho Internacional Público.
Entre 1991 y 1995, durante el gobierno de Carlos Menem, fue diputada nacional por parte de la Unión Cívica Radical. En 1996, fue nombrada constituyente de la Ciudad de Buenos Aires, nuevamente representando al radicalismo.
Actualmente es miembro del Consejo Argentino para las Relaciones Internacionales (CARI) y de la ONG Fundación Nuevos Derechos del Hombre.

## Carrera diplomática
En 1962 comienza su carrera diplomática al ingresar al Servicio Exterior de la Nación. Fue promovida sucesivamente hasta alcanzar la jerarquía de embajadora en 1984.
En la Cancillería Argentina ocupó varios cargos, entre ellos: Miembro del Consejo Superior de Embajadores, Directora de Relaciones Culturales y directora general de Asuntos Ambientales. Durante el gobierno de Raúl Alfonsín, fue nombrada viceministra de Relaciones Exteriores.
Entre 1985 y 1989 representa a la Argentina ante la Organización de las Naciones Unidas para la Educación, la Ciencia y la Cultura, en París. En el año 2000, es nombrada embajadora ante la República de Italia, cargo en el que permaneció hasta el 2003.
Entre 2003 y 2006 fue embajadora ante Austria. Además, en ese período, fue representante permanente ante organizaciones internacionales en Viena y gobernadora en la Junta de Gobernadores del Organismo Internacional de Energía Atómica. Presentó sus cartas credenciales en la Oficina de las Naciones Unidas en Viena en mayo de 2003. En 2006, el canciller Jorge Taiana, la nombra directora de Seguridad Internacional, Asuntos Nucleares y Espaciales de la Cancillería argentina.
En 2010 fue designada por la presidenta Cristina Fernández de Kirchner como coordinadora nacional para la Cumbre Nuclear Global de Washington. Durante ese año, su nombre estuvo entre los posibles sucesores de Héctor Timerman al frente de la Embajada Argentina en Estados Unidos, cargo que sin embargo quedó en manos de Alfredo Chiaradía.
El 1 de octubre de 2011 fue nombrada jueza del Tribunal Internacional del Derecho del Mar, convirtiéndose en la primera mujer entre los veintiún miembros que integran el organismo. Kelly permanecerá en el cargo durante un período de nueve años.

## Premios
Elsa Kelly fue condecorada por los gobiernos de México, Ecuador y Francia (Palmas Académicas). En 2008, por sus méritos recibe el Premio Konex en la categoría Diplomáticos, entregado por la Fundación Konex.
En noviembre de 2024 la Legislatura de la Ciudad Autónoma de Buenos Aires la distinguió Personalidad Destacada de la Ciudad Autónoma de Buenos Aires en el ámbito de ciencias jurídicas.